# متلألئة بركانية
متلألئة بركانية (الاسم العلمي:Luzula vulcanica) هي نوع من النباتات تتبع جنس المتلألئة من الفصيلة الأسلية.